# Festivalbar 1976
Il tredicesimo Festivalbar si svolse nell'estate del 1976.
L'edizione fu vinta da Gianni Bella con Non si può morire dentro. Il DiscoVerde andò a Riccardo Fogli con la canzone Mondo.

## Partecipanti
- Gianni Bella - Non si può morire dentro
- Marcella - Resta cu'mme
- La Bottega dell'Arte - Amore nei ricordi
- Schola Cantorum - La mia musica
- Mia Martini - Che vuoi che sia...Se t'ho aspettato tanto
- Julio Iglesias - Se mi lasci non vale
- Chanter Sisters - Side Show
- Il Guardiano del Faro - Pensare, capire, amare
- Johnny Sax - Piccolo cielo
- Chocolat's - Rhytmo tropical
- Chrisma - Amore
- Le Orme - Canzone d'amore
- Drupi - Bella bellissima
- Alunni del Sole - Guardi me, guardi lui
- Riccardo Cocciante - Margherita
- Pooh - Linda
- John Miles - Music
- Barry White - You see the trouble with me
- Silver Convention - Get Up and Boogie
- Renato Zero - Madame
- Isaac Hayes - Disco Connection
- Amanda Lear - Blood and Honey
- Grimm - Piccola
- Santana - Europa
- Penny McLean - Lady Bump
- Eric Carmen - All By Myself
- James Last - Bolero '75
- Betty Davis - Dedicated To the Press
- Elton John & Kiki Dee - Don't Go Breaking My Heart
- Guido & Maurizio De Angelis - O Patéo
- I Cugini di Campagna - È lei
- Johnnie Taylor - Disco Lady
- Homo Sapiens - Pecos Bill
- The Temptations - Sweet Gipsy Jane
- David Bowie - Golden Years
- Brotherhood of Man - Save Your Kisses for Me
- Tavares - Heaven Must Be Missing an Angel
- Franco Simone - Tu... e così sia
- Gilda Giuliani - Amore
- Mal - Se devo vivere
- Bob Dylan - Hurricane
- Il Giardino dei Semplici - Vai
- Domenico Modugno - Mia figlia
- Albatros - Dietro l'amore
- Gian Piero Reverberi - Improvviso Fantasia Op. 66
- Riccardo Fogli - Mondo
- Santino Rocchetti - Dolcemente bambina
- S.P.A. (Società Per Amore) - Che bella sei
- Cico - La gente dice
- Gianni Farè - Sempre, sempre, sempre
- Umberto Tozzi - Donna amante mia
- Paki - Bianca Maria
- La Strana Società - Uno per l'altro
- Piero Darini - È troppo grande questo amore
- Francesco Florio - Questo è amore
- Orchestra Casadei -Amico sole

## Direzione artistica
- Vittorio Salvetti

## Organizzazione
- RAI